# Scolops socorroensis
Scolops socorroensis är en insektsart som beskrevs av Lawson och Beamer 1930. Scolops socorroensis ingår i släktet Scolops och familjen Dictyopharidae. Inga underarter finns listade i Catalogue of Life.